# Вихід летких речовин
Вихід летких речовин (рос. выход летучих веществ, англ. yield of volatiles, нім. Gehalt m an flülchtigen Bestandteilen m pl) — показник якості та структурних особливостей твердих горючих копалин (ТГК), що враховується при визначенні їх раціонального пром. використання. Характеризує кількість термічно нестабільних атомних угруповань в ТГК. 

## Загальний опис
Леткі речовини — газоподібні і пароподібні продукти, що виділяються при нагріванні горючих копалин. Експериментальні умови визначення виходу летких речовин стандартизовані (ГОСТ 6382-2001, ISO 562:1998, ISO 5071-1:1997). В Україні стандартом передбачено нагрівання наважки (1 г) в порцеляновому тиглі з кришкою протягом 7 хв. В заздалегідь розігрітій до 850°C муфельній чи тигельній печі. В.л.р. знаходять як відношення маси летких речовин до одиниці маси сухого палива (у %). В розрахунку на сухий беззольний стан палива Vdaf характеризує склад і ступінь вуглефікації. Зі збільшенням ступеня вуглефікації В.л.р. зменшується. Для торфу Vdaf становить бл. 70%, для горючих сланців — 70-85%, для бурого вугілля: гумусового — 60-33%; ліптобіолітового — 60%; сапропелітового — 66-86%; кам. вугілля 50-8%, антрацитів 9-2%. Донецьке вугілля кам'яне — 44-9%. Величина Vdaf використовується як один з осн. параметрів класифікацій кам. вугілля на марки; для класифікації антрацитів визначається об'ємний В.л.р. — об'єм газів розкладання одиниці маси антрациту Vdaf м³/кг. Аналіз вуг. на Vdaf проводиться на пробах з зольністю не вище 10%. Властивість твердих нелетких залишків, які утворюються при визначенні В.л.р. з ТГК тигельним методом, залежить від природи і ступеня вуглефікації. Ці залишки класифікують на: порошкоподібні, неспечені, злип-лі, слабкоспечені, спечені, сплавлені, неспучені, спучені, дуже спучені. З торфу, бурого вугілля і антрацитів утворюються неспечені порошкоподібні тверді нелеткі залишки. З кам'яного вугілля неспечені тверді залишки дають пісне, а також деякі види довгопо-луменевого вугілля. Кам'яне вугілля решти марок утворює корольки різних типів. Сапропелітове та ліптобіолітове вугілля, малозольні горючі сланці утворюють спечений тигельний кокс. Зовсім не спікаються фюзиніти (інертиніти). Вітриніти утворюють тверді нелеткі залишки, в яких спікливість, сплавленість та спученість змінюються за кривою з максимумом для вугілля марок К та Ж. У пісному та довгополуменевому вугіллі, а також в антрацитах вітриніти не спечені. Лейптиніт (екзиніт) у вугіллі марок Д, Г і Ж утворює завжди спечені тверді нелеткі залишки, часто сплавлені, але не спучені. Таким чином, чим більше у вугіллі вітриніту та лейптиніту і менше фюзиніту, тим краща його спікливість. При коксуванні і напівкоксуванні викопного вугілля, в процесі терміч. обробки горючих сланців леткі речовини вловлюються і використовуються як цінна хімічна сировина.
Вихід летких речовин є однією з класифікаційних ознак марки вугілля і характеристикою його технологічної придатності. Для коксівного вугілля він визначає вихід коксу і хімічних продуктів коксування, для енергетичного є ха-рактеристикою реакційної здатності і займистості палива. Вихід летких речовин залежить від виду горючого матеріалу і стадії метаморфізму. Так для торфу вихід летких речовин становить близько 70%, для бурого вугілля — до 50%, для кам'яного вугілля — 50 — 8%, для антрацитів — 9 — 2%.